# Missulena pinguipes
Espèce
Missulena pinguipes est une espèce d'araignées mygalomorphes de la famille des Actinopodidae.

## Distribution
Cette espèce est endémique d'Australie-Occidentale. Elle se rencontre vers Digger Rocks et Exclamation Lake dans le Mallee.

## Description
Le mâle holotype mesure 5,00 mm.

## Publication originale
- Miglio, Harms, Framenau & Harvey, 2014 : Four new mouse spider species (Araneae, Mygalomorphae, Actinopodidae, Missulena) from Western Australia. ZooKeys, no 410, p. 121-148 (texte intégral).